# Bộ Tề (齊)
Bộ Tề, bộ thứ 210 có nghĩa là "đều" là 1 trong 2 bộ có 14 nét trong số 214 bộ thủ Khang Hy.
Trong Từ điển Khang Hy có 18 chữ (trong số hơn 40.000) được tìm thấy chứa bộ này.

## Tự hình Bộ Tề (齊)

Tiểu triện

## Chữ thuộc Bộ Tề (齊)
| Số nét bổ sung | Chữ                  |
| -------------- | -------------------- |
| 0              | 齊/tề/ 斉/tề/ 齐/tề/ |
| 3              | 斎/trai/ 齋/trai/    |
| 4              | 齌/tễ/               |
| 5              | 齍/tư/               |
| 7              | 齎/tê/               |
| 9              | 齏/tê/               |